# Jó Boretski
Jó (em russo:  Иов, em ucraniano:  Йов, nascido: Ivan Matfeeviche Boretski, em russo:  Иван Матфеевич Борецкий, em ucraniano:  Іва́н Боре́цький; 1560, aldeia de Bircza, Voivodia da Rutênia, Comunidade Polaco-Lituana - 2 (12, de acordo com o calendário gregoriano) de outubro de 1631, Kiev, Comunidade Polaco-Lituana) foi um metropolita ortodoxo em Kiev com o título "Exarca do Trono de Constantinopla" (9 de outubro de 1620 - 1631). Boretski era famoso por sua piedade, caridade e erudição, bem como pela defesa da Ortodoxia contra a Unia.